# (456627) Cristianmartins
(456627) Cristianmartins est un astéroïde de la ceinture principale.

## Description
(456627) Cristianmartins est un astéroïde de la ceinture principale. Il fut découvert le 21 mai 2007 à Charleston par l'Observatoire de recherche astronomique. Il présente une orbite caractérisée par un demi-grand axe de 2,78 UA, une excentricité de 0,11 et une inclinaison de 10,2° par rapport à l'écliptique.